# Аліман (комуна)
Аліман (рум. Aliman) — комуна у повіті Констанца в Румунії. До складу комуни входять такі села (дані про населення за 2002 рік):
- Аліман (783 особи) — адміністративний центр комуни
- Влахій (572 особи)
- Дунерень (1575 осіб)
- Флоріїле (153 особи)

Комуна розташована на відстані 142 км на схід від Бухареста, 62 км на захід від Констанци, 138 км на південь від Галаца.

## Населення
За даними перепису населення 2002 року у комуні проживали 3083 особи. Усі жителі комуни рідною мовою назвали румунську.
Національний склад населення комуни:
| Національність | Кількість осіб | Відсоток |
| -------------- | -------------- | -------- |
| румуни         | 3080           | 99,9%    |
| турки          | 3              | 0,1%     |

Склад населення комуни за віросповіданням:
| Релігія       | Кількість осіб | Відсоток |
| ------------- | -------------- | -------- |
| православні   | 3067           | 99,5%    |
| п'ятдесятники | 10             | 0,3%     |
| римо-католики | 3              | 0,1%     |
| мусульмани    | 3              | 0,1%     |